# Switched-Capacitor-Filter
Switched-Capacitor-Filter (deutsch: Filter mit geschalteten Kondensatoren) oder häufig auch nur kurz SC-Filter bezeichnet elektronische Filter, in denen ohmsche Widerstände durch geschaltete Kondensatoren ersetzt werden. Es handelt sich um zeitdiskrete Filter.

## Hintergrund
Die Übertragungsfunktion aktiver analoger Filter wird meist durch Kondensatoren und elektrische Widerstände als externe Beschaltung eines Operationsverstärkers bestimmt. Das bringt folgende Probleme mit sich:
- stabile, reproduzierbare Kondensatoren und große Widerstände sind schwer integrierbar bzw. erfordern viel Chipfläche
- Hohe Filterordnungen oder -steilheiten erfordern geringe Toleranzen von Widerständen und Kondensatoren
- so gut wie nicht elektronisch für unterschiedliche Frequenzen einstellbar/variabel

Durch den Ersatz von Widerständen durch geschaltete Kondensatoren umgeht man diese Probleme. Widerstände werden durch geschaltete Kondensatoren ersetzt, Filter sind frei durchstimmbar durch Änderung der Schaltfrequenz. Je nach Schaltung bzw. externer Beschaltung lassen sich Tiefpässe, Hochpässe, Bandsperren wie Bandpässe konfigurieren.

## Funktion

Schaltschema eines SC-Widerstandes

Im nebenstehenden Bild schalten die beiden Schalter mit Tastgrad 50 % abwechselnd ein, niemals gleichzeitig. Sobald S1 geschlossen ist, lädt sich {\displaystyle C_{s}} auf den Momentanwert der Eingangsspannung auf. Je nach Spannungsdifferenz zwischen Ein- und Ausgang wird der Kondensator umgeladen, sobald S2 schließt. Es kommt ein mittlerer Stromfluss zustande, der von der Schaltfrequenz, der Kondensatorgröße und der Spannungsdifferenz abhängt. Typischerweise ist der Anordnung ein Integrierer nachgeschaltet. Er wird den Kondensator {\displaystyle C_{s}} immer auf Spannung Null entladen, wenn S2 schließt. Sobald S2 öffnet, bleibt die Ausgangsspannung des Integrierers konstant. Der Wert dessen Integrationskondensators {\displaystyle C_{i}} bestimmt die Spannungsänderung, die am Ausgang des Integrierers bei Einschalten von S2 auftritt; die Spannungs-Stufenhöhe ist abhängig von der „gesampelten“ Eingangsspannung und dem Verhältnis {\displaystyle {\frac {C_{s}}{C_{i}}}}. Hieran erkennt man den entscheidenden Integrationsvorteil des SC-Filters: das Übertragungsverhalten wird von der Schaltfrequenz und dem Verhältnis der Kapazitäten bestimmt, nicht primär von deren Absolutwerten. Da deren relative Fertigungstoleranzen zueinander im Gegensatz zu deren Absolutwerten sehr genau reproduzierbar sind, können genaue Filter realisiert werden. Hinzu kommt, dass bei entsprechend hohen Schaltfrequenzen kleinste Kapazitäten ausreichen, die geringe Chipflächen beanspruchen. Es werden äquivalente Widerstände im Megaohm-Bereich realisiert, die ansonsten riesige Chipflächen erforderten und sehr ungenau und unstabil wären.
Durch Variation der Schaltfrequenzen, mit denen die Kondensatoren umgeschaltet werden, lassen sich die Filterparameter der SC-Filter verändern. Der Ersatz der ohmschen Widerstände R in einer gegebenen Schaltung wie einem Tiefpass durch Kondensatoren CS, die mit der Umschaltfrequenz fs betrieben werden, lässt sich nach folgender Gleichung berechnen:
{\displaystyle R={\frac {1}{C_{s}\cdot f_{s}}}}
Da es sich bei diesem Filtertyp um abtastende Systeme handelt, muss die Umschaltfrequenz fs hinreichend höher als die Grenzfrequenz des Filters sein, um Aliasing zu vermeiden. Konkret muss der Umschalttakt höher als die doppelte höchste noch passierende Frequenz sein (Nyquist-Theorem). SC-Filter erfordern vor- und nachgeschaltete Tiefpässe, die die hochfrequenten Signalanteile des Signales und der Umschaltfrequenz ausfiltern. Dies ist einer der Nachteile dieser Schaltungstechnologie.
Ein wesentlicher Vorteil dieser Filter besteht darin, dass die Filterzeitkonstante nur gering von den Bauteiltoleranzen der eingesetzten Kondensatoren abhängt. Es müssen nur die Verhältnisse der Bauelementwerte zueinander konstant bleiben, da die Filtergenauigkeit primär von der Umschaltfrequenz bestimmt wird. Genaue Umschaltfrequenzen lassen sich technisch durch Quarzoszillatorschaltungen gut sicherstellen.